# Остринка
Остри́нка (бел. Астры́нка; в русскоязычных источниках также встречается вариант наименования Острынка) — река в Щучинском районе Гродненской области Беларуси. Левый приток реки Котра (бассейн Немана).
Река Остринка начинается в 1 км к юго-западу от деревни Лейки и впадает в Котру юго-восточнее озера Ко́рово.
Длина реки составляет 17 км. Площадь водосбора — 87 км². Средний наклон водной поверхности 2,5 м/км.
Русло канализовано на протяжении 4 км, от истока до пруда, обустроенного возле деревни Кульбачино.